# Wallace és Gromit
A Wallace és Gromit (eredeti cím: Wallace and Gromit) brit televíziós gyurmafilmsorozat, amelyet Oscar-díj-ra jelöltek, és négy részből áll. Az eredeti ötlet kitalálója: Nick Park.

## Szereplők
Wallace – (Magyar hangja: Gyabronka József, Harsányi Gábor és Kassai Károly) Wallace egy brit sajtimádó feltaláló, aki a West Wallaby utca, 62-nél lakik kutyájával, Gromittal. Hóbortosan viselkedik, mindig van valami ötlete.
Gromit – Gromit Wallace beagle kutyája. Ő is, akárcsak az emberek tud két lábra állni és sétálni. Általában okosabb Wallace-nál. Akárcsak gazdája ő is zseni, viszont nem beszél és nem is ugat. Mivel egyáltalán nem ad ki hangot ezért tetteivel kommunikál, ill. teszi amit kell.
Shaun – Shaun egy fiatal bárány, aki először az 1995-ben készült Birka Akció-ban szerepelt. Wallace kötőgép szerkezete beszippantotta és a gép megnyírta. Wallace ezután a bárányt Shaun-nak nevezte el, mely egy szójáték mivel a Shaun kiejtésben hasonlít az angol shorn, vagyis nyírott, megnyírt szóra. Shaun később ismét feltűnt a 2002-es Cracking Contraptions sorozat Shopper 13 című epizódjában. A karakter sikere miatt kapta Shaun a saját spin-off-ját, Shaun a bárány néven.

## Négy rövidfilm
A Wallace és Gromit legelső része A nagy sajttúra (A Grand Day Out) címet viseli. Ez volt Nick Park vizsgafilmje, amit az Aardman Animation Studiosnál fejezett be. Elsőként 1989-ben mutatta be a Négyes csatorna, Nick másik filmjével, amit még a Wallace és Gromit előtt fejezett be, 4 perces filmként: az Állatállapotokat. Azóta több rész is készült az állatos sorozatból.
A második film (The Wrong Trousers) A bolond nadrág, vagy Az önműködő nadrág címeket viseli. A harmadik film (A Close Shave) A birka akció, vagy Robot-kutya címmel is ismert. A negyedik film angolul (A Matter of Loaf and Death), Vekni és hunyni amelyet 2008-ban készítettek el.
Mind a négy film időtartama harminc perc. A történetek érdekesek, kedvesek, látványosak és izgalmasak is, de kicsit szürreálisak és csipetnyi dráma is megtalálható bennük.

### A nagy sajttúra(1989)
Egy este Wallace és Gromit vakációzni készül, de nem tudják eldönteni hova. Wallace kimegy a konyhába, behoz egy kis sós kekszet, de a sajtja elfogyott, így elhatározza, hogy épít egy rakétát a Holdra, mert azt hiszi a „Hold sajtból van”! Elindul Gromittal, megérkeznek a Holdra. Ott szednek egy kosár sajtot. De eközben találkoznak egy sütővel, aki meglátja Wallace újságját a síelésről. Mikor Wallace-ék hazaindulnak, a sütő utánuk ered, mert ő is síelni akar ott, ahonnét Wallace-ék jöttek. Wallace viszont azt hiszi azért kergeti őket a sütő, mert elviszik a sajtot. Végül otthagyják a Holdat, de a sütő a rakéta lehulló alkatrészeiből sítalpat, síbotot csinál és így odahaza végre ő is síelhet. Így ér véget a történet.

### A bolond nadrág(1993)
Wallace feltalál egy irányítható elektromos nadrágot, ami később fontos szerephez jut. Beköltözik hozzájuk egy albérlő, egy pingvin személyében, akinek sötét tervei vannak. Wallace semmit se sejt, de Gromit gyanakodni kezd, hogy valami nincs rendjén az új lakóval, míg végül egy igazi bűnügy körvonalazódik ki, miszerint a pingvin a gyémántot akarja ellopni a Városi Múzeumból, de nem sikerül neki.

### A birka akció(1995)
Wallace-ékhoz kerül egy bárány, Shaun, aki előző nap pottyant le egy bárányokat szállító teherautóról. Később találkoznak egy hölggyel, aki megbízást ad nekik. Hamar kiderül azonban, hogy a hölgynek, pontosabban a zord kutyájának köze van azokhoz a bárányokhoz, akikhez eredetileg Wallace-ék báránya is tartozott. Hőseink így hamar újra egy izgalmas kaland közepén találják magukat.

### Vekni vagy nem vekni avagy itt a pék vég(2008)
Egy sorozatgyilkos "pék-rém" tartózkodik a városban, aki pékeket öl, és már a 13. áldozatnál tart. Ez hathat Wallace-ra és Gromitra, akik egy pékséget vezetnek. Wallace találkozik egy asszonnyal, Pitellával, aki egykor egy cég reklámarca volt és beleszeret. Viszont Gromit nyomokra bukkan, ami bizonyítja, hogy Pitella a bizonyos pék-rém.

## Mozifilm
2005-ben készült el az első egész estés Wallace és Gromit film, a DreamWorks Animation közreműködésével, a Wallace és Gromit és az elvetemült veteménylény címmel. 2024-ben kijött a Netflix közreműködésével készült második filmje, a Wallace és Gromit: A szárnyas bosszúja, ahol visszatért a második rövidfilm főgonosza, Tollas McKárt, a pingvin.

## 2 minisorozat
2002-ben (A mozifilm előtt) jött ki a Cracking Contraptions sorozat, pár másodperces epizódokkal. A mozifilm után, pár évvel később kijött a World of Invention című oktató sorozat. A két minisorozatot Magyarországon nem adták le.